# Takoradi
Takoradi est une ville côtière de l'ouest du Ghana, proche de la Côte d'Ivoire. Takoradi est à la fois le nom d'une collectivité et d'un district sous-métropolitain du district métropolitain de Sékondi-Takoradi. Les deux villes jumelles de Takoradi et Sekondi forment la troisième du pays par sa population, elle compte plus de 400 000 habitants.

## Géographie
La ville se trouve à 225 km au sud-ouest de la capitale Accra, sur la route côtière N1.
Sa position géographique fait d'elle la ville la plus proche de l'île imaginaire Null Island (environ 570 km) aux coordonnées géographiques nulles (0°N 0°E) qui se situe au croisement de l'équateur et du méridien de Greenwich.

## Histoire
L'appellation Takoradi a pour origine la déformation du nom de l'établissement de pêche prussien Taccarary. Elle était un comptoir de l’Empire colonial danois jusqu’en 1850, quand elle fut vendue à l’Empire britannique.

## Administration
Takoradi a le statut d'un district sous-métropolitain sub-metro, il est constitué de quatre collectivités (en anglais : communities) : Beach Road, Chapil Hill, Takoradi et New Takoradi.

## Économie
La ville abrite une cimenterie du groupe allemand HeidelbergCement.

## Transports
Les chemins de fer ghanéens relient les villes du sud du pays : Accra, Takoradi et Kumasi, leur fonctionnement est aléatoire et sont déconseillés en 2005. Le service voyageur de la liaison Takoradi-Kumasi est suspendu depuis le 5 mai 2006.

## Personnalités liées à la ville
- Mary Broh : y est née en 1951. Maire de Monrovia, au Liberia, de 2009 à 2013.

## Villes voisines
- Aboisso vers l'ouest, en Côte d'Ivoire.